# David Arquette
David James Arquette (Bentonville, 8 de setembro de 1971), mais conhecido apenas como David Arquette, é um ator, produtor e diretor norte-americano. Membro da família Arquette, ele se tornou conhecido durante os anos 1990 ao estrelar diversos filmes de Hollywood, incluindo Franquia Scream, Wild Bill, Buffy the Vampire Slayer, See Spot Run e Eight Legged Freaks. Desde então, teve vários personagens em séries de televisão, sendo Jason Ventress em In Case of Emergency da ABC o mais popular.
Além de sua estreia como ator, Arquette fez uma breve incursão como lutador profissional no início do ano 2000, competindo pela World Championship Wrestling (WCW). Durante seu mandato, (principalmente para promover seu próximo filme Ready to Rumble), Arquette se tornou ex-campeão mundial de peso-pesado da WCW World Heavyweight Championship, um termo crucial criado para o fim da WCW.

## Filmografia

### Cinema
| Ano  | Título                                      | Papel                         | Notas         |
| ---- | ------------------------------------------- | ----------------------------- | ------------- |
| 2022 | Scream 5                                    | Dwight "Dewey" Riley          |               |
| 2015 | Bone Tomahawk                               | Purvis                        |               |
| 2011 | Scream 4                                    | Xerife "Dewey" Riley          |               |
| 2008 | Nosebleed                                   |                               |               |
| 2008 | Hamlet 2                                    | Gary                          |               |
| 2006 | The Tripper                                 | Muff                          |               |
| 2006 | Time Bomb                                   | Mike Bookman                  | Para TV       |
| 2006 | The Darwin Awards                           | Harvey                        |               |
| 2005 | The Adventures of Sharkboy and Lavagirl 3-D | Pai de Max                    |               |
| 2005 | Slingshot                                   | Ash                           |               |
| 2005 | The Commuters                               | Peter                         | Para TV       |
| 2004 | Riding the Bullet                           | George Staub                  |               |
| 2004 | Never Die Alone                             | Paul                          |               |
| 2003 | Stealing Sinatra                            | Barry Keenan                  |               |
| 2003 | A Foreign Affair                            | Josh Adams                    |               |
| 2003 | Essentially Naked                           | Gordie Boggs                  | Voz           |
| 2002 | It's a Very Merry Muppet Christmas Movie    | Daniel                        | Para TV       |
| 2002 | Happy Here and Now                          | Eddie                         |               |
| 2002 | Eight Legged Freaks                         | Chris McCormick               |               |
| 2001 | SSX Tricky                                  | Eddie Wachowski               | (VG) voz      |
| 2001 | The Grey Zone                               | Hoffman                       |               |
| 2001 | The Shrink Is In                            | Henry Popopolis               |               |
| 2001 | See Spot Run                                | Gordon                        |               |
| 2001 | 3000 Miles to Graceland                     | Gus                           |               |
| 2000 | Ready to Rumble                             | Gordie Boggs                  |               |
| 2000 | Scream 3                                    | Dewey Riley                   |               |
| 1999 | The Runner                                  | Bartender                     |               |
| 1999 | Muppets from Space                          | Dr. Tucker                    |               |
| 1999 | Never Been Kissed                           | Rob Geller                    |               |
| 1999 | Ravenous                                    | Pvt. Cleaves                  |               |
| 1998 | Free Money                                  | Ned Jebee                     |               |
| 1998 | RPM                                         | Luke Delson                   |               |
| 1997 | Scream 2                                    | Dewey Riley                   |               |
| 1997 | Life During Wartime                         | Tommy Hudler                  |               |
| 1997 | Dream with the Fishes                       | Terry                         |               |
| 1996 | Scream                                      | Delegado Dwight "Dewey" Riley |               |
| 1996 | Johns                                       | John                          |               |
| 1996 | Skin and Bone                               | Buzz Head                     |               |
| 1996 | Kiss & Tell                                 | Skippy                        |               |
| 1996 | Beautiful Girls                             | Bobby Conway                  |               |
| 1995 | Wild Bill                                   | Jack McCall                   |               |
| 1995 | Frank & Jesse                               |                               | Não creditado |
| 1995 | Fall Time                                   | David                         |               |
| 1994 | Airheads                                    | Carter                        |               |
| 1994 | Roadracers                                  | Dude Delaney                  | Para TV       |
| 1994 | The Road Killers                            | Bobby                         |               |
| 1993 | The Killing Box                             | Murphy                        |               |
| 1993 | The Webbers                                 | Johnny Webber                 | Para TV       |
| 1993 | An Ambush of Ghosts                         |                               |               |
| 1992 | Buffy a Caça Vampiros                       | Benny                         |               |
| 1992 | Cruel Doubt                                 | Josh Duggan                   | Para TV       |
| 1992 | Halfway House                               |                               |               |
| 1992 | Where the Day Takes You                     | Rob                           |               |

### Televisão
| Ano       | Título               | Papel                   | Notas         |
| --------- | -------------------- | ----------------------- | ------------- |
| 2009-208  | Pushing Daisies      | Randy Mann              | 4 episódios   |
| 2008      | My Name Is Earl      | Sweet Johnny            | 1 episódio    |
| 2007      | In Case of Emergency | Jason Ventress          | 13 episódios  |
| 2003      | Static Shock         | Leech                   | 1 episódio    |
| 2001-2002 | Son of the Beach     | Johnny Queefer          | 2 episódios   |
| 2000      | Pelswick             | Sr. Jimmy               | 1 episódio    |
| 1999      | The Hughleys         | Sr. Smith               | 1 episódio    |
|           | Sin City Spectacular |                         | 1 episódio    |
| 1996      | Friends              |                         | 10 temporadas |
| 1996      | Dead Man's Walk      | Augustus McCrae         | Mini-série    |
| 1995      | Double Rush          | Hunter                  | Não creditado |
| 1994      | Rebel Highway        | Dude                    | 1 episódio    |
| 1992      | Beverly Hills, 90210 | Dennis "Diesel" Stone   | 1 episódio    |
| 1992      | Blossom              | David Slackmeir         | 1 episódio    |
| 1990      | Parenthood           | Tod Hawks               | Não creditado |
| 1990      | The Outsiders        | Keith "Two-Bit" Mathews | 13 episódios  |

### Videogame
| Ano  | Título     | Papel | Notas       |
| ---- | ---------- | ----- | ----------- |
| 2022 | The Quarry | Chris | Voz e Mocap |